# Antonio Grant
Antonio Grant (* 30. April 2000) ist ein panamaischer Sprinter, der sich auf den 400-Meter-Lauf spezialisiert hat.

## Sportliche Laufbahn
Erste Erfahrungen bei internationalen Meisterschaften sammelte Antonio Grant im Jahr 2015, als er bei den U18-Zentralamerika- und Karibikmeisterschaften (CACAC) in San Salvador in 1:59,69 min den vierten Platz im 800-Meter-Lauf belegte. Im Jahr darauf siegte er bei den U18-Zentralamerikameisterschaften in San José in 48,51 s über 400 Meter und 2017 wurde er bei den U18-Weltmeisterschaften in Nairobi im Halbfinale disqualifiziert. 2018 siegte er in 46,90 s bei den U20-CACAC-Meisterschaften in San Salvador über 400 Meter und schied anschließend bei den U20-Weltmeisterschaften in Tampere mit 48,23 s im Halbfinale aus. 2020 gewann er dann bei den Zentralamerikameisterschaften in San José in 47,40 s die Bronzemedaille über 400 Meter hinter dem Guatemalteken José Humberto Bermúdez und Gerald Drummond aus Costa Rica. Zudem wurde er mit der panamaischen 4-mal-100-Meter-Staffel disqualifiziert. Im Jahr darauf wurde er bei den Südamerikameisterschaften in Guayaquil in 48,05 s Sechster über 400 Meter.

## Persönliche Bestzeiten
- 400 Meter: 46,90 s, 2. Juni 2018 in San Salvador